# Instructief
De instructief is een in het Fins, Estisch en Turkse talen voorkomende naamval met als hoofdbetekenis "door middel van". Deze betekenis komt grotendeels overeen met die van de instrumentalis. 
In het Fins heeft de instructief de uitgang -n. De instructief komt hoofdzakelijk nog voor in versteende uitdrukkingen, zoals: omi-n silmi-n, "met zijn eigen ogen". In modern Fins wordt de instructief bij voorkeur vervangen door een andere naamval, de adessief, zoals in minä matkustin junalla, "Ik reisde met de trein". 
In het Turks heeft de instructief de uitgang -le: Tren-le geldim, "Ik kwam met de/per trein".